# East Sparta
East Sparta est un village de l’État de l'Ohio, au nord-est des États-Unis. La localité compte 806 habitants en l’an 2000.